# Nancagua
Nancagua es una comuna y ciudad de la zona central de Chile de la provincia de Colchagua, en la región del Libertador General Bernardo O'Higgins. Limita al norte con San Vicente, al sur con Chépica, al este con Placilla y Chimbarongo y al oeste con Santa Cruz.

## Historia
Entre las ciudades de San Fernando y Santa Cruz se levanta una comuna que a pesar del gran desarrollo turístico y vitivinícola de Colchagua, ha logrado mantener su carácter. La historia de Nancagua se remonta al siglo XVI, cuando pertenecía a uno de los once pueblos indígenas que estuvieron bajo la jurisdicción del Corregimiento de Colchagua. El pueblo se habría originado como consecuencia de la extracción de oro y por la fama de sus tierras y de su próspera ganadería, la que hizo aumentar notoriamente su población. Según el censo de 1787, de un total de 2.082 habitantes, se distinguían 149 caballeros, 38 esclavos, 1.073 españoles, 482 mestizos, 124 mulatos y 162 indios.
En agosto de 1871, se nombra villa a la localidad de Nancagua, en el departamento de San Fernando. En diciembre de 1891, por decreto del presidente Jorge Montt, se crea la comuna de Nancagua, y tres años más tarde se constituye la Ilustre Municipalidad, siendo designado como alcalde en la primera sesión ordinaria José Domingo Jaramillo.
Las construcciones del casco antiguo de Nancagua evidencian los ejemplos de la arquitectura típica del siglo XIX: casas con fachada continua y techos de tejas. Los tradicionales corredores fueron eliminados en 1916 para construir las veredas asfaltadas de la ciudad. Una de las características que destacan a Nancagua, en contraste con otras localidades cercanas, es que en vez de intervenir el paisaje con los tradicionales plátanos orientales, el alcalde de la época, Armando Jaramillo Lyon, decidió darle un toque distinto. "Mi padre resolvió plantar naranjos, pero de frutos amargos, lo que ayuda a verlos siempre poblados, y no en las manos de algún tentado transeúnte", explica su hijo Armando. Actualmente su producción se centra en el desarrollo vitivinícola, pues en su territorio se encuentran las más importantes viñas de Chile, ya que su microclima, con claros caracteres mediterráneos, es apto para la generación de los más destacados mostos del Valle de Colchagua.
Entre sus primeros alcaldes se cuentan, además de José Domingo Jaramillo, varios terratenientes de la zona, como Luz Valdés Eguiguren de Barros (1944-1947) y Armando Jaramillo Lyon.

## Medio ambiente

### Geomorfología y componentes abióticos

Trazado simplificado de los ecosistemas y cuerpos de agua presentes en la comuna de Nancagua.

La comuna de Nancagua se encuentra emplazada en la unidad geomorfológica de Cordillera de la costa; y presenta según la clasificación climática de Köppen clima mediterráneo de lluvia invernal (Csb) y clima mediterráneo de lluvia invernal de altura (Csb (h)). Esta además se halla en la cuenca hidrográfica de río Rapel. Además, la comuna posee diversos cuerpos de agua, entre los que se destacan el Río Tinguiririca.

### Componentes bióticos
Dentro del territorio de la comuna se pueden hallar los siguientes ecosistemas:
- Bosque caducifolio mediterráneo costero donde predominan Nothofagus macrocarpa y Ribes punctatum (Vulnerable)
- Bosque esclerófilo mediterráneo andino donde predominan Quillaja saponaria y Lithrea caustica (Vulnerable)
- Bosque esclerófilo mediterráneo costero donde predominan Cryptocarya alba y Peumus boldus (Vulnerable)
- Bosque esclerófilo mediterráneo interior donde predominan Lithrea caustica y Peumus boldus (En peligro)
- Bosque espinoso mediterráneo interior donde predominan Acacia caven y Lithrea caustica (En peligro)

### Medidas de protección ambiental y conflictos socioambientales
Hasta 2022, la comuna de Nancagua cuenta con las siguientes zonas que poseen algún nivel de protección ambiental:
- Altos de Lolol y Chépica (Sitios ERB)[11]
- Cordillera de la costa Valle Central (Sitios ERB)[12]

## Demografía
La comuna de Nancagua  abarca una superficie de 111 km² y una población de 18 921 habitantes (INE 2012), Correspondientes a un % de la población total de la región y una densidad de 140,5 hab/km². Del total de la población, 9598 son mujeres (50,91 %) y 9323 son hombres (49,09 %). Un 40,74% (6.370) corresponde a población rural y un 59,26% (9.264) a población urbana.

## Administración

### Municipalidad
La Ilustre Municipalidad de Nancagua es dirigida por el alcalde (s) Gabriel Ahumada Díaz, el cual es asesorado por los concejales:
- Aurora Videla Chávez (PS).
- Eduardo Donoso Velasquez (PR).
- Consuelo Contreras Taborga (UDI).
- Adolfo Suárez Cabello (Ind./PR).
- Richard Cáceres Osorio (PDC).

### Representación parlamentaria
Nancagua pertenece al distrito electoral n.º 35 y a la 9.ª circunscripción senatorial (O'Higgins). Es representada en la Cámara de Diputados del Congreso Nacional por los diputados Alejandra Sepúlveda del FREVS, Virginia Troncoso Hellman, independiente,  Ramón Barros Montero de la UDI y Cosme Mellado Pino del PR. A su vez, es representada en el Senado por los senadores Juan Pablo Letelier Morel del PS y Alejandro García-Huidobro Sanfuentes de la UDI.

### Otras autoridades
La comuna es representada ante el Consejo Regional por los consejeros Carla Morales Maldonado (RN), Pablo Larenas Caro (DC), Gerardo Contreras Jorquera (RN), Luis Silva Sánchez (Ind. UDI).

## Economía
En 2018, la cantidad de empresas registradas en Nancagua fue de 373. El Índice de Complejidad Económica (ECI) en el mismo año fue de -0,37, mientras que las actividades económicas con mayor índice de Ventaja Comparativa Revelada (RCA) fueron Fabricación de Productos de Arcilla y Cerámicas no Refractarias para uso Estructural (262,17), Cultivo de otras Oleaginosas (90,81) y Servicios de Remolque de Vehículos Grúas (42,74).

### Turismo
Nancagua cuenta con diferentes lugares de turismo, el cerro de la Virgen, donde hay una estatua de la Virgen María que llegó a Nancagua en el siglo XVII desde Francia. También la Fiesta de Nancagua, que es un festival de cinco días que se realiza en el parque municipal, anteriormente se realizaban en la Medialuna Lomas Blancas (1985-1994), El parque de Nancagua (1995-2012/2016-Actualidad), y la Pampa Municipal de Nancagua (2013-2016), que trae diversos artistas locales y nacionales, cuenta con muestras costumbristas y gastronómicas. Las fiestas patrias se celebran de gran manera en Nancagua en la Pampa Municipal con muchas fondas y actividades con el Gran Baile Popular, entre otras fiestas, también se destacan por decorar la ciudad de banderas chilenas. El teatro de Nancagua también se ocupa para diferentes actividades culturales, como el Festival de Inglés (Organizado por el colegio Lomas Blancas), actividades del Senda y El Festival de Cine de Nancagua, entre otros.

## Deportes

### Atletismo
La comuna cuenta con el 
Club Atlético Municipal de Nancagua , fundado el 11 de noviembre de 1983. Este Club es 100% social que trabaja con recursos limitados aportando con grandes deportistas a nivel nacional.

### Fútbol
La comuna de Nancagua ha tenido a dos clubes participando en los Campeonatos Nacionales de Fútbol en Chile.
- Magallanes Nancagua (Cuarta División 1992-1995).
- Antártida Chilena (Cuarta División 1993-1995).

Además estos dos clubes componen uno de los clásicos amateur de fútbol más importantes e intensos de la Región de O'Higgins.[cita requerida]